# 艺术基金会
艺术基金会（Art Fund），原国家艺术收藏基金会（National Art Collections Fund）是一个英国的独立慈善机构，主要目标是筹集资金为国家收购艺术品。其资金来自捐款，不受政府或国家彩票遗产基金资助。
自 1903 年成立以来，该基金参与了超过 860,000 件各类艺术品的收购，包括不少著名藏品，如国家美术馆的《镜前的维纳斯》、泰特美術館的《哭泣的女人》、伯明翰博物館和美術館的斯塔福德郡宝藏等。

## 历史

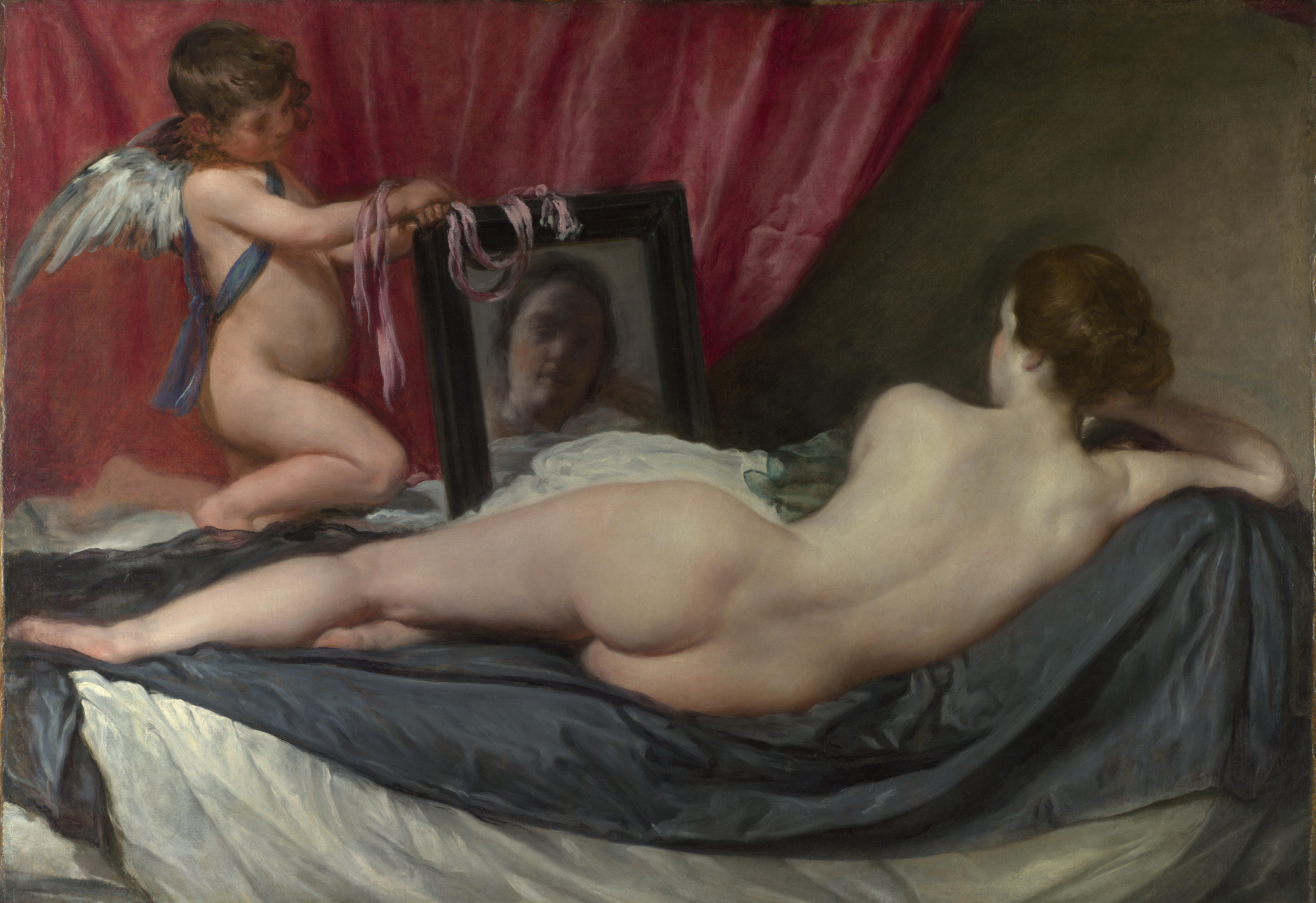
1906年国家艺术收藏基金会出钱购买的委拉斯開茲的《镜前的维纳斯》。

国家艺术收藏基金会成立于1903年，旨在帮助博物馆和画廊收购艺术品。创始人包括克里斯蒂安娜·亨利汉姆（Christiana Herringham）、DS·麦科尔（DS MacColl）、 罗杰·弗莱和罗宾·本森。
2006年夏，该组织改名“The Art Fund”。